# Ås (gemeente)
Ås is een gemeente in de Noorse provincie Akershus. De gemeente telde 14.472 inwoners in januari 2005. Ås is één der snelst groeiende gemeenten in Akershus en had in 2009 al 16.386 inwoners, in 2015 18.992 inwoners en in januari 2023 was dit opgelopen tot 21.350 inwoners.
Het is van oorsprong een agrarische gemeente, maar de landbouwhogeschool (Norges landbrukshøyskole, nu Norges miljø- og biovitenskapelige universitet) voor milieu- en biowetenschappen heeft veel onderzoeksinstituten in de gemeente gebracht. De gemeente heeft goede verbindingen met Oslo, via autoweg en spoorlijn.

## Plaatsen in de gemeente
- Ås (plaats)
- Kroer
- Nordby
- Togrenda
- Vinterbro

## Bezienswaardigheden
- Da Vinci-Broen, geopend in 2001, is een voetganger- en fietsbrug over de E18 naar een ontwerp van Leonardo da Vinci.[2] De brug moet mogelijk verhuisd worden als de E18 wordt uitgebreid.[3][4]
- Norges miljø- og biovitenskapelige universitet (NMBU)/ Norwegian University of Life Sciences.[5]
- Tusenfryd, een attractiepark in Vinterbro, langs de E18/E6, niet ver van Oslo.[6]
- Årungen rostadion, de nationale roeibaan.[7]
- Kerk van Kroer (Kroer kirke), houten zaalkerk van 1925 (de oudste voorganger was van 1340)
- Kerk van Nordby (Nordby kirke), houten zaalkerk van 1826, met kerkhof
- Kerk van Ås (Ås kirke), bakstenen neogotische kerk van 1866

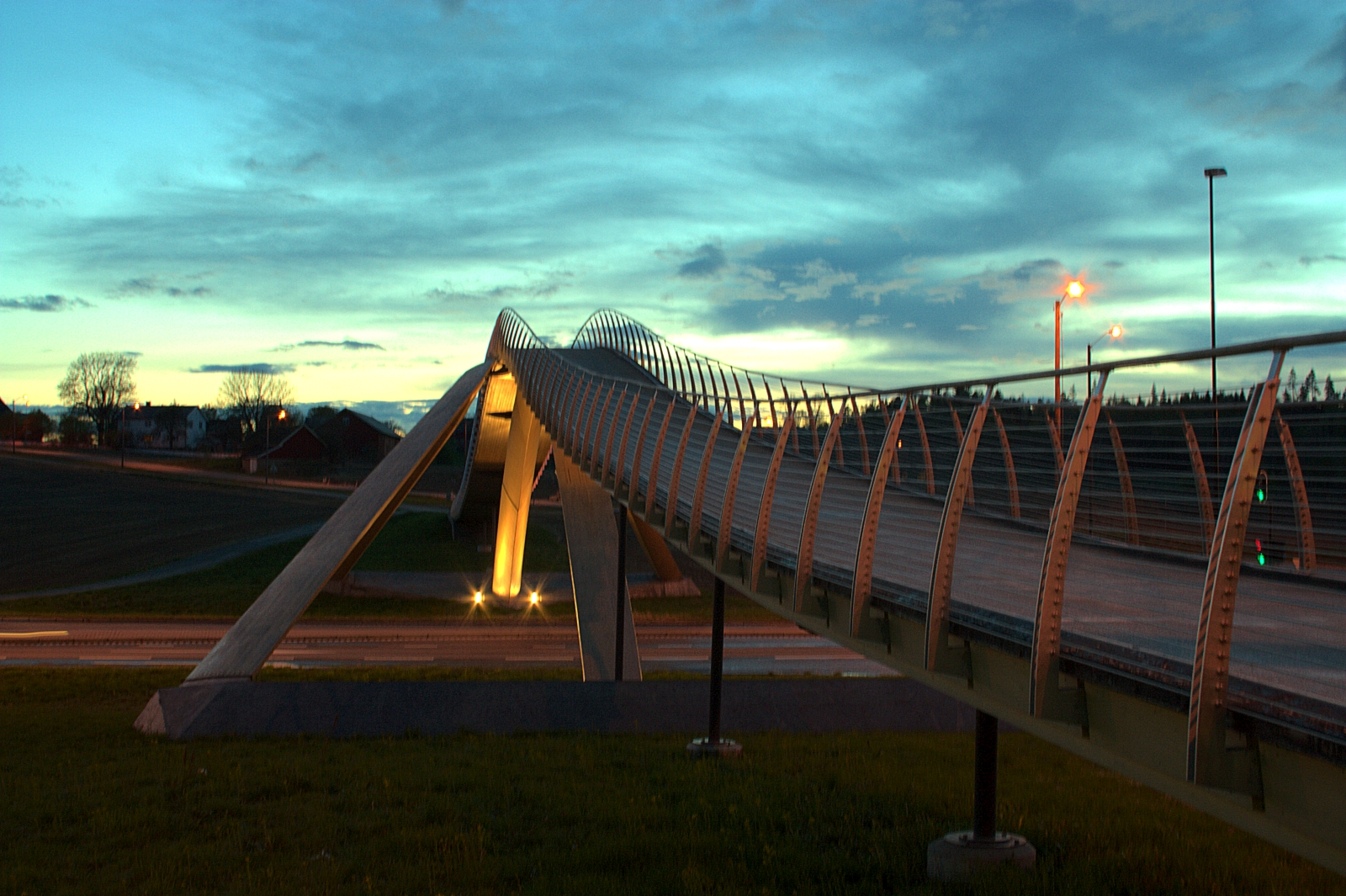
De Da Vinci brug.
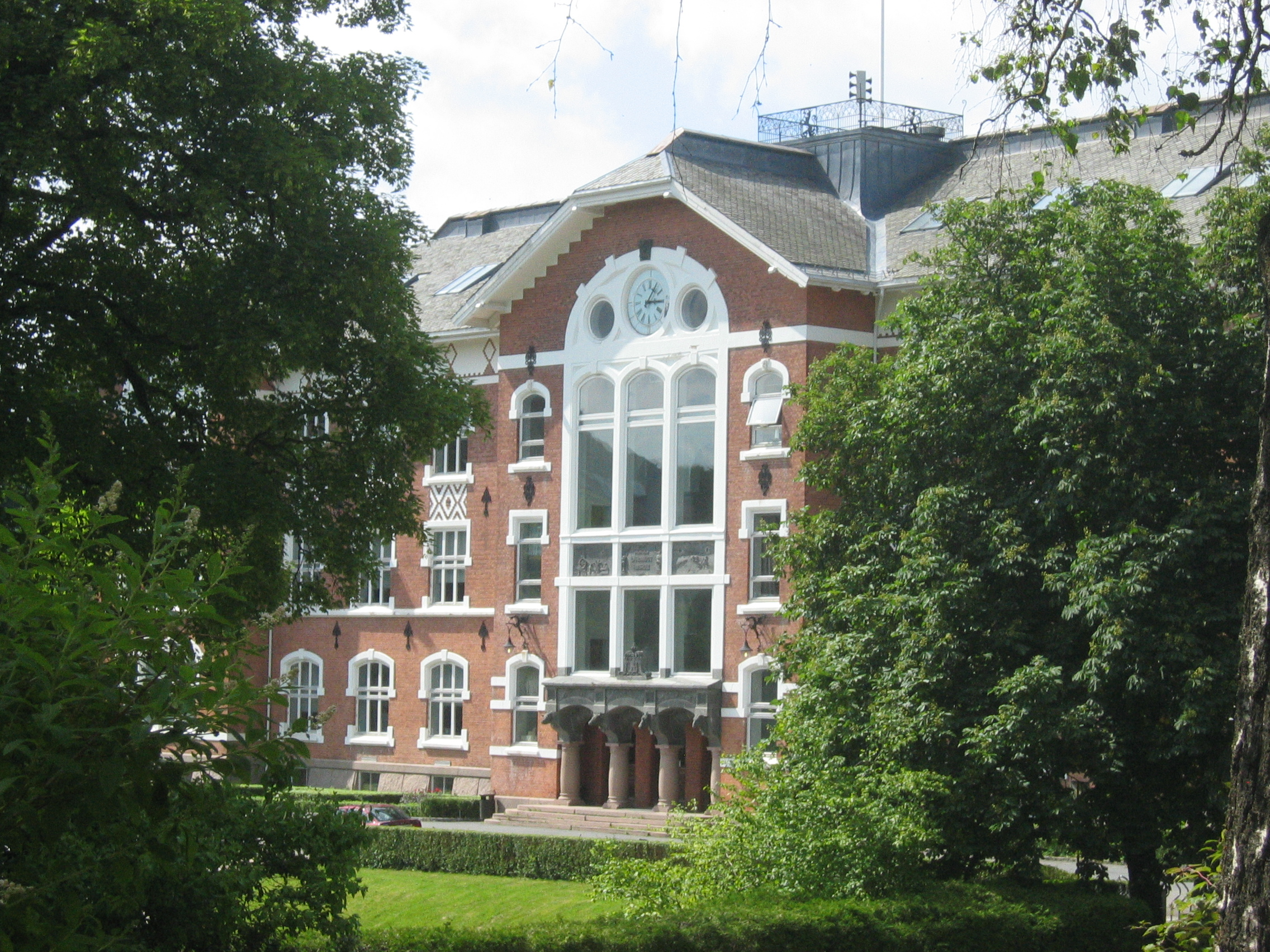
Landbouwhogeschool in Ås, nu NMBU.

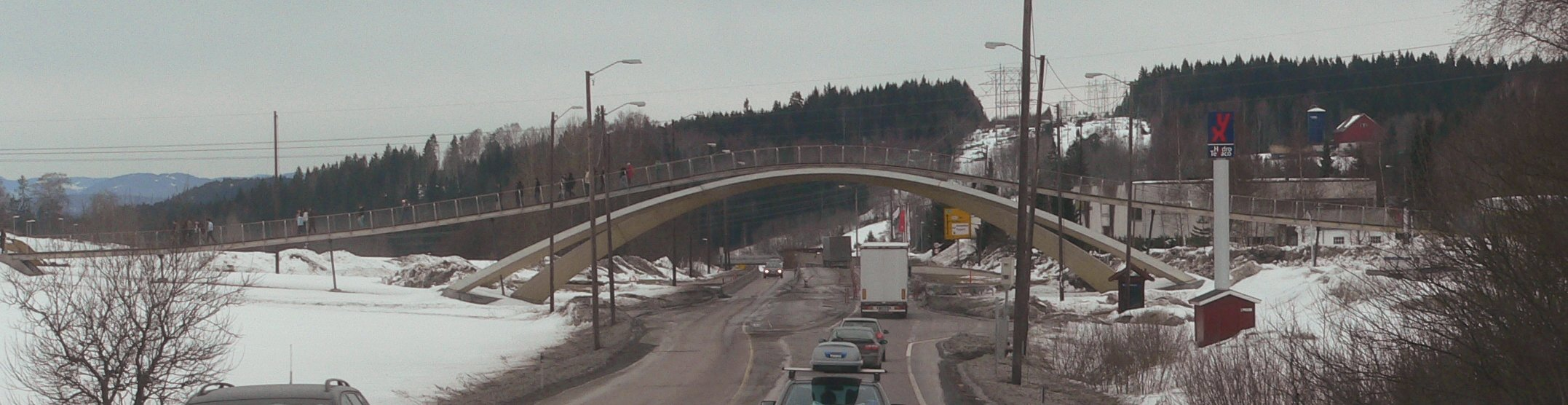
De Da Vinci brug.

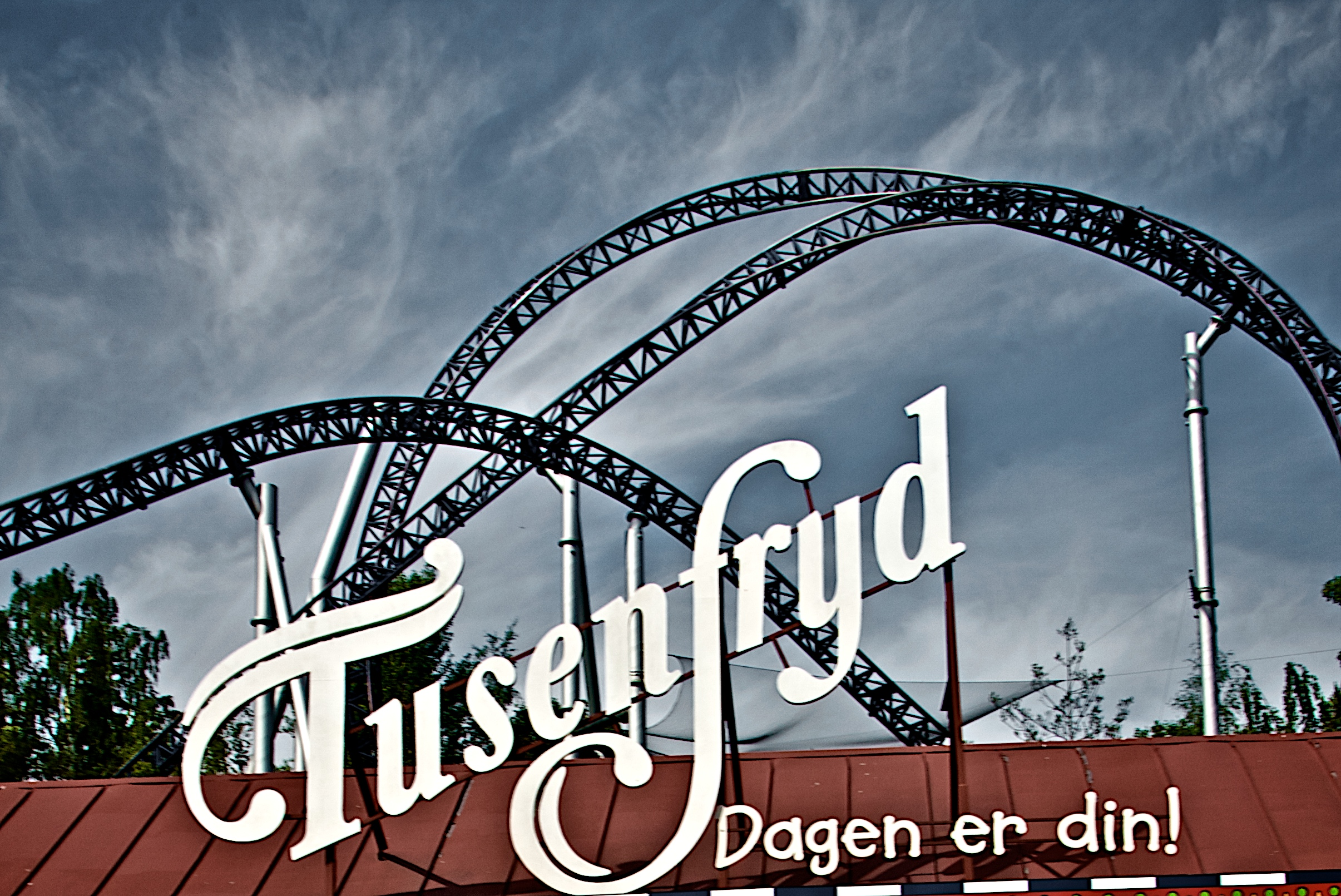
Tusenfryd attractiepark.
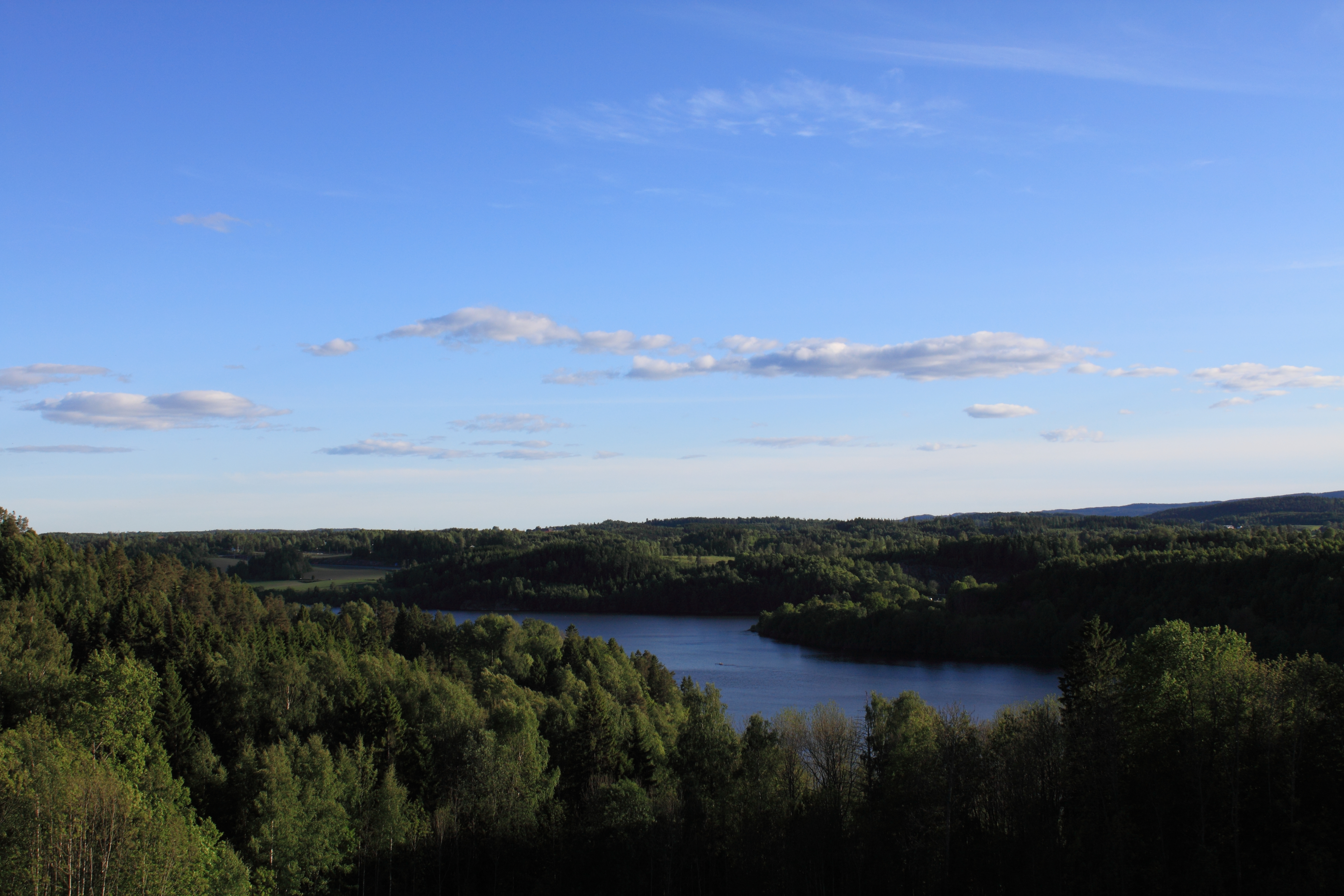
Årungen meer.
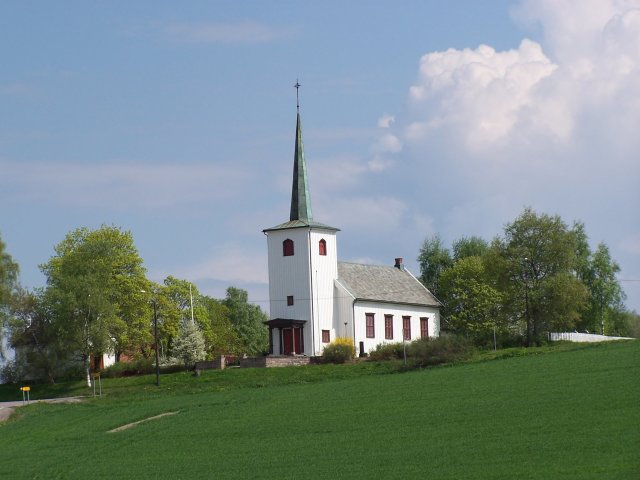
Kroer kirke
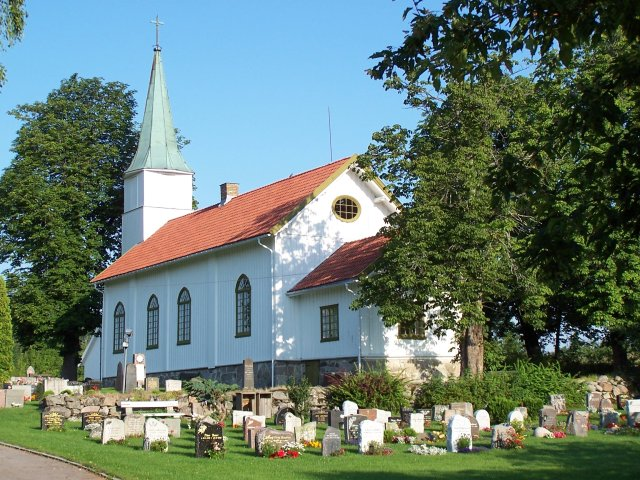
Nordby kirke
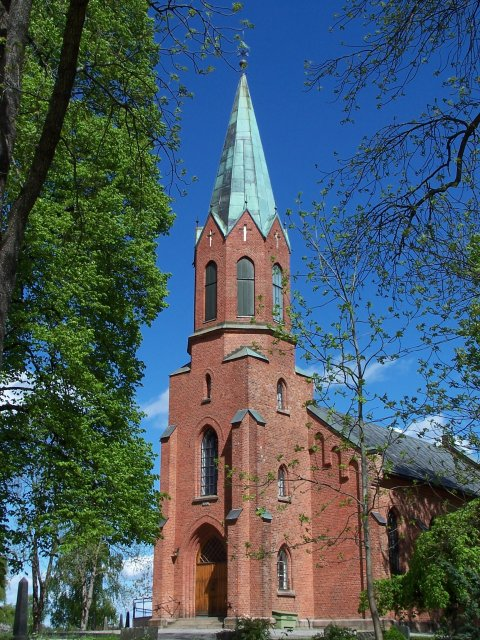
Ås kirke

Ås · Asker · Aurskog-Høland · Bærum · Eidsvoll · Enebakk · Frogn · Gjerdrum · Hurdal · Jevnaker · Lillestrøm · Lørenskog · Lunner · Nannestad · Nes · Nesodden · Nittedal · Nordre Follo · Rælingen · Ullensaker · Vestby

Voormalige gemeentes: Fet · Oppegård · Skedsmo · Ski · Sørum